# Ruchstock
Ruchstock är en bergstopp i Schweiz.   Den ligger i distriktet Nidwalden och kantonen Nidwalden, i den centrala delen av landet, 80 km öster om huvudstaden Bern. Toppen på Ruchstock är 2 814 meter över havet, eller 316 meter över den omgivande terrängen. Bredden vid basen är 1,8 km.
Terrängen runt Ruchstock är huvudsakligen bergig, men den allra närmaste omgivningen är kuperad. Närmaste större samhälle är Engelberg, 6,6 km sydväst om Ruchstock. 
I omgivningarna runt Ruchstock växer i huvudsak blandskog. Runt Ruchstock är det ganska glesbefolkat, med 47 invånare per kvadratkilometer.